# Liste der Kirchengebäude in Jerusalem

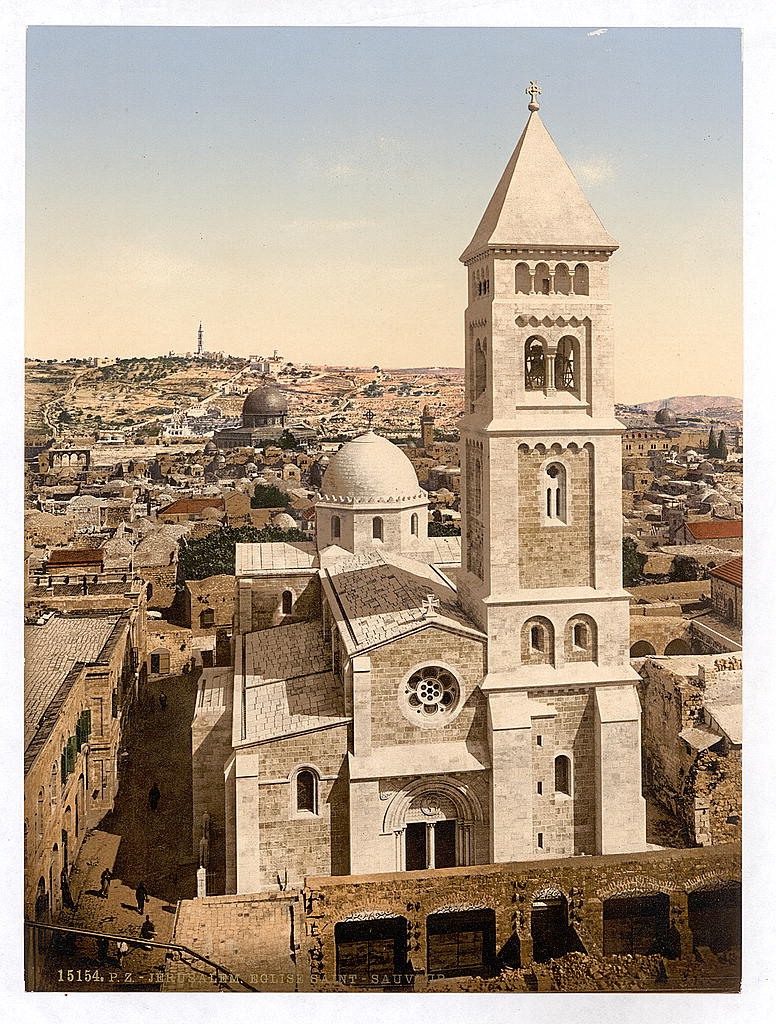
Erlöserkirche (um 1900)

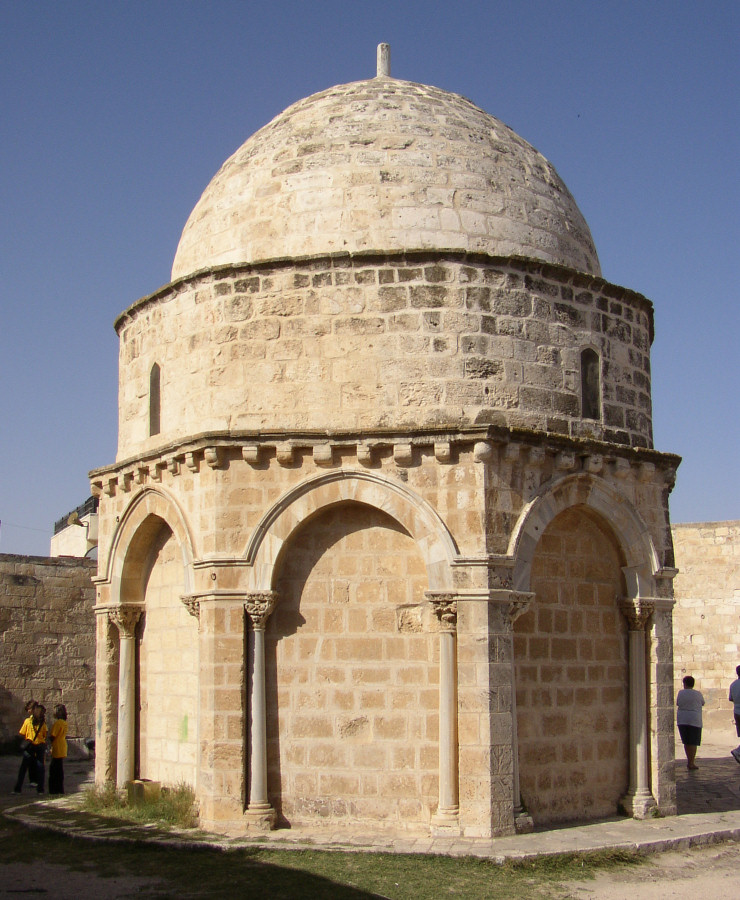
Himmelfahrtskapelle auf dem Ölberg, Jerusalem

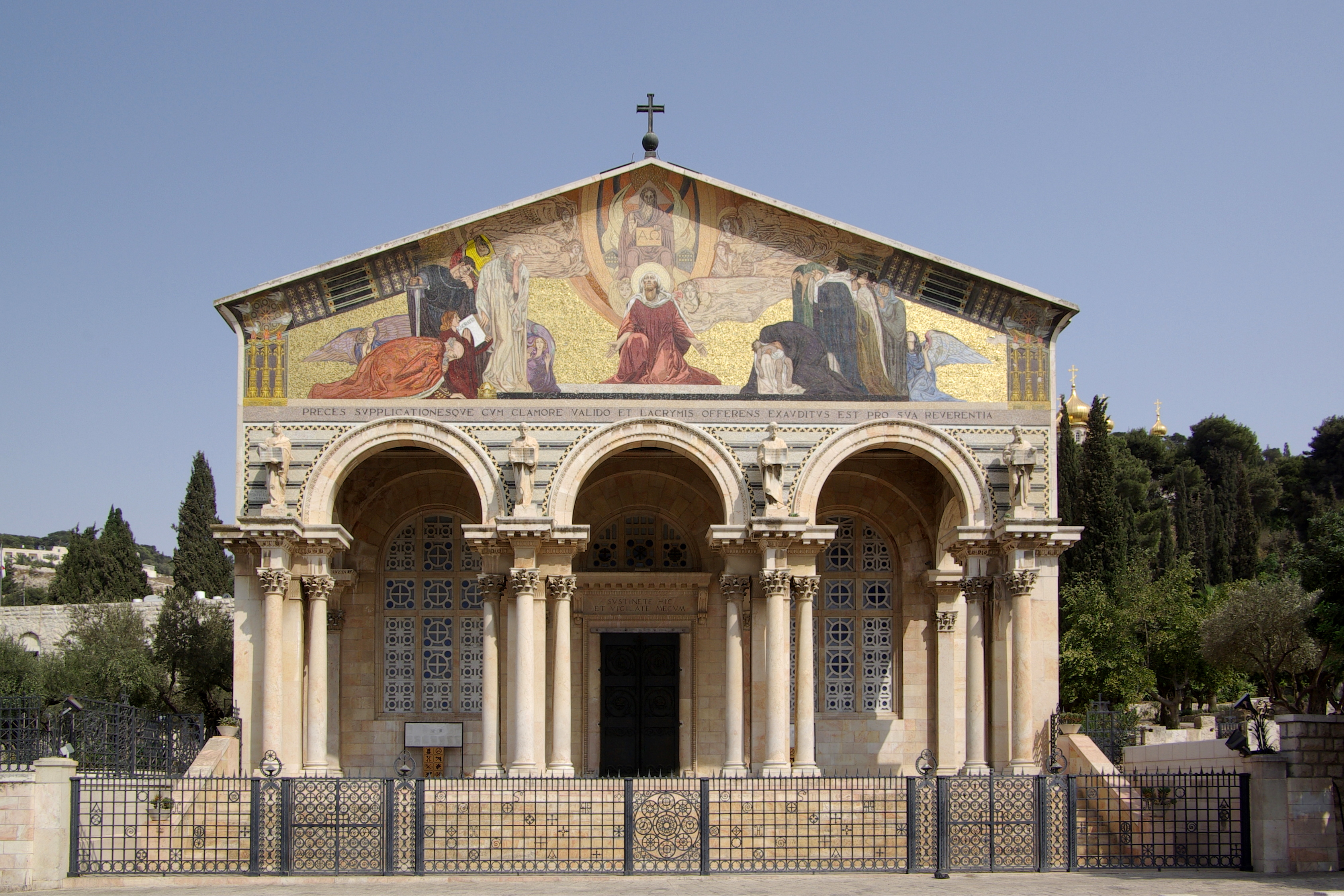
Kirche aller Nationen (Todesangstbasilika) mit dem großen Mosaik

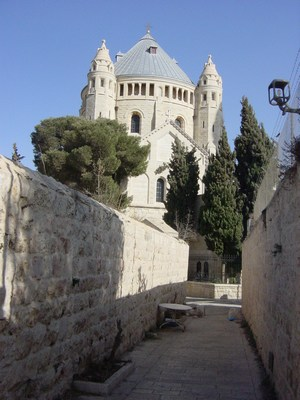
Dormitio-Basilika

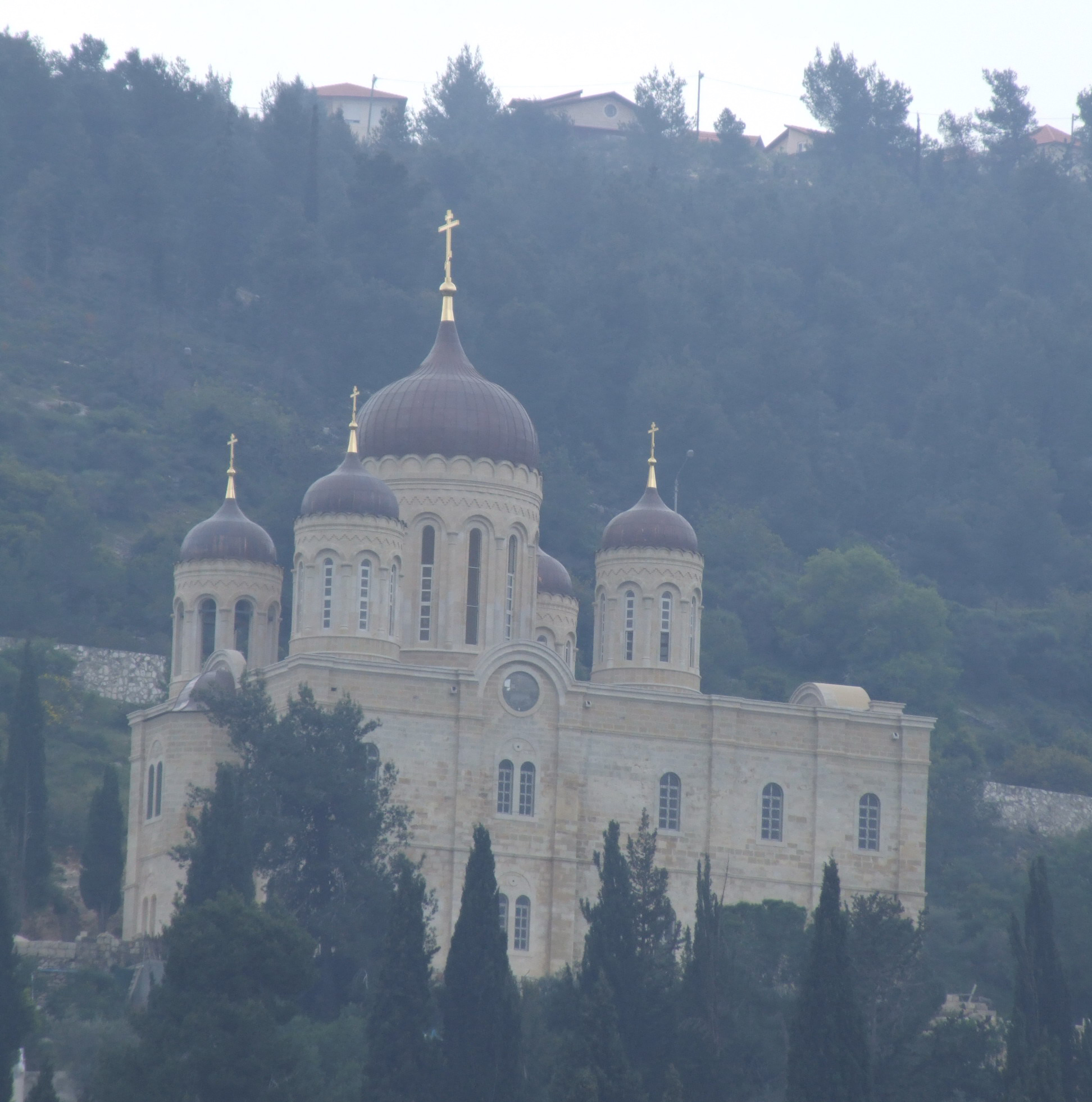
Kathedrale Aller Heiligen Russlands in ʿEn Kerem

Dies ist eine Liste christlicher Kirchengebäude in Jerusalem. Nicht mehr bestehende Kirchen, über deren Fundamenten neue, heute noch bestehende Kirchen errichtet wurden, finden keine Berücksichtigung (noch unvollständig).

## Altstadt
- Grabeskirche
- Erlöserkirche
- Ecce-Homo-Basilika
- Geißelungskapelle
- Verurteilungskapelle
- Kapelle von der Ohnmacht Unserer Lieben Frau
- Kirche der Schmerzen Mariä
- Lateinische Konkathedrale vom Allerheiligsten Namen Jesu
- St.-Anna-Kirche
- Salvatorkirche
- St.-Jakobus-Kathedrale
- Markuskirche
- Johanneskirche
- Christuskirche
- St. Maria der Deutschen
- Alexander-Newski-Kirche

## Ölberg
- Dominus flevit
- Himmelfahrtskapelle
- Himmelfahrtkirche
- Kirche aller Nationen
- Maria-Magdalena-Kirche
- Mariengrab
- Paternosterkirche
- Viri-Galilaei-Kirche

## Neustadt (nördlicher Teil)
- Dreifaltigkeitskathedrale
- Stephanskirche
- Gartengrab
- St. George’s Cathedral
- Nazarenerkirche

## Neustadt (südlicher Teil)
- Dormitio-Basilika
- St. Peter zum Hahnenschrei
- Andreaskirche
- Franziskanerkloster mit Abendmahlssaal
- Kreuzkloster
- Kidane-Mihiret-Kirche

## Heute nicht mehr bestehend
- Eleona-Basilika
- Agneskirche
- St. Samuel
- Nea-Kirche
- Kreuzfahrerkirche St. Maria Latina

## Außerhalb (En Kerem)
- Johanneskirche (En Kerem – katholisch)
- Johanneskirche (En Kerem – orthodox)
- Visitatio-Kirche